# Arvo Pärt
Arvo Pärt, född 11 september 1935 i Paide i norra Estland, är en estnisk tonsättare, bosatt i Estland.

## Biografi

### Bakgrund
Pärts föräldrar skilde sig när han var tre år gammal. Med sin mor flyttade han till Rakvere, öster om Tallinn. När han var 19 år, 1954, började han sina musikstudier i Tallinn. Det handlade då om en utbildning på ”mellannivå”, steget under egentliga högskolestudier. En av hans lärare var Veljo Tormis (1930–2017), en kompositör som hämtat en stor del av sin inspiration från estnisk och finsk-ugrisk folkmusik. 
Studierna på denna mellannivå varade i ungefär två år. Höstterminen 1957, sedan han avslutat sin värnpliktsutbildning, ansågs han kvalificerad att börja på Konservatoriet i Tallinn. Här blev hans främste lärare Heino Eller (1887–1970) en kompositör som påverkats av bland annat den ryska musikaliska traditionen från Sankt Peterburgskonservatoriet där Aleksandr Glazunov (en elev till Nikolaj Rimskij-Korsakov) hade varit rektor under åren 1906–1930. Pärt har i olika sammanhang betygat sin stora uppskattning av Ellers lärarinsats: ”Han visade mig en väg och en som var bred. Han puffade inte på i någon speciell riktning, han gav sitt stöd även om det man skrev inte precis var hans eget credo”.

### Tonsättande
Pärt studerade vid konservatoriet i Tallinn fram till 1963 och var samtidigt anställd vid den estniska radion som kompositör och inspelningsledare. 1959 skrev han ett verk för barnkör och orkester, Meie aed (Vår trädgård) som vann första pris vid en tävling för unga kompositörer i Moskva 1962 och gjorde honom känd i Sovjetunionen.
Pärts musik delas ofta in i två perioder. Hans tidiga verk (fram till mitten av 70-talet) är mycket olik den senare musiken. I den tidigare perioden experimenterade han ofta med tolvtonsmusik, seriell musik och kollage, bland annat inspirerad av Sjostakovitj, Prokofjev, Bartók och Schönberg. Exempel på dessa verk är Nekrolog från 1960 Perpetuum mobile från 1963 och hans första symfoni från 1964. Särskilt Perpetuum mobile innebar hans genombrott, och därefter ansågs han vara den ledande estniska tonsättaren i sin generation. Hans Credo för piano, blandad kör och orkester från 1968 har karakteriserats som en sammanfattning av det motsägelsefulla i hans tidigare försök att med utgångspunkt i olika traditioner arbeta fram en egen musikalisk stil.
I början av 70-talet genomgick Pärt en kreativ kris, och gick tillbaka till att studera den västerländska musikens rötter såsom gregoriansk sång och polyfon musik. Hans senare musik, som han själv kallar tintinnabuli, kännetecknas av en melodisk enkelhet, byggd på den så kallade treklangen, och han återknyter genom sina, framför allt sakrala, verk (till exempel Miserere från 1989) till de gamla mästarna: Palestrina, Josquin des Prez med flera. Pärt samarbetar av detta skäl också gärna med engelska körgruppen The Hilliard Ensemble, specialiserade på den äldre musiken. Det är för denna nyare musik som han är mest känd.
I den nyorientering som Arvo Pärt genomgick kan pianostycket Für Alina ses som portalverk. ”Lugnt, upphöjt, lyssnande” står det på ryska längst upp på originalmanuskriptet, en sammanfattning som från och med nu kan sättas på mycket av den musik som Pärt skrivit. Stycket var tillägnat en ung estnisk flicka. Pärt har själv karakteriserat det som en nystart: ”Det här var det första verket på en ny grund. Det var här som jag upptäckte serien av treklanger som jag gjort till min lilla tumregel”.

### Andlighet och senare år
Sedan Pärt och hans hustru (och nära medarbetare) Nora 1972 blev upptagna i den ortodoxa kyrkan har den ryska andliga traditionen spelat en central roll för hans livsuppfattning och konstnärskap. Ett av hans främsta körverk är Kanon Pokajanen från 1997, en tonsättning av en ortodox botgöringshymn. Hans Symfoni nummer 4 (”Los Angeles-symfonin”) betraktar han själv som en fortsättning på det tidigare körverket. Den är helt instrumental men bygger – som så ofta hos Pärt – på en underliggande text, den här gången på en traditionell ortodox bönegudstjänst till skyddsängeln.
Pärt emigrerade 1980 från det sovjetiska Estland och bosatte sig i stadsdelen Lankwitz i Berlin, efter en kort period i Wien. Han har också periodvis bott i England, nära ett ortodoxt kloster i Essex. Sedan 2010 är han permanent bosatt i Estland där The Arvo Pärt Centre byggs upp i Laulasmaa vid Östersjökusten. Det blir ett studiecentrum där bland annat hans originalmanuskript kommer att bevaras.
År 2006 väckte Pärt uppmärksamhet genom att säga att alla konserter med hans musik under 2006 och 2007 skulle tillägnas den mördade ryska journalisten Anna Politkovskaja. Hans fjärde symfoni, uruppförd våren 2009, är tillägnad den fängslade ryska affärsmannen Michail Chodorkovskij.

## Utmärkelser
År 2023 tilldelades Pärt Polarpriset.
Asteroiden 4087 Pärt är uppkallad efter honom.

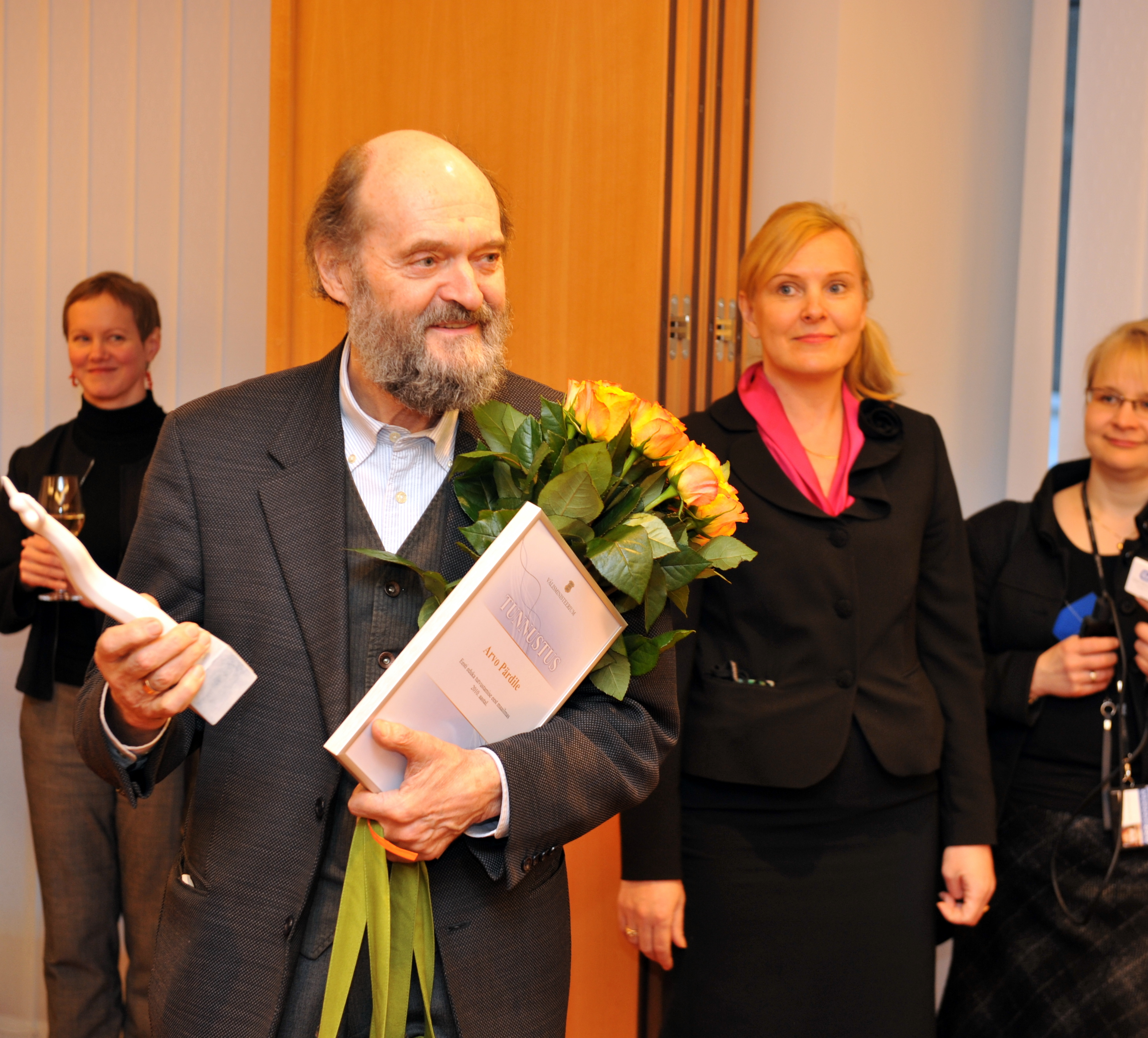
Arvo Pärt (2011)

## Verk i urval
Se även Verklista för Arvo Pärt.
- Nekrolog (1960)
- Meie aed (1962)
- Perpetuum mobile (1963)
- Collage sur B.A.C.H. (1964)
- Symfoni nr 1 (1964)
- Symfoni nr 2 (1966)
- Credo (1968)
- Symfoni nr 3 (1971)
- Für Alina (1976)
- Sarah Was Ninety Years Old (1976)
- Pari intervallo (ca 1976–81)
- Fratres (1977)
- Cantus In Memoriam Benjamin Britten (1977)
- Spiegel im Spiegel (1978)
- Annum per annum (1980)
- Passio Domini Jesu Christi secundum Johannem (1982)
- Te Deum (1984–85)
- Stabat Mater (1985)
- Trivium (1988)
- Mein Weg hat Gipfel und Wellentäler (inspirerad av en dikt av Edmond Jabès) (1988)
- Miserere (1989)
- Mozart-Adagio (1992)
- Litany (1994)
- I am the True Vine (1996)
- Kanon Pokajanen (1997)
- Littlemore Tractus (2001)
- Lamentate (inspirerad av Marsyas av Anish Kapoor) (2002)
- Symfoni nr 4 (2008)